# 王椋鸟属
王椋鸟属（学名：Basilornis）是椋鸟科下的一个属。

## 下属物种
本属包括以下物种：
- 苏拉王椋鸟 Basilornis celebensis G.R.Gray, 1861
- 长冠王椋鸟 Basilornis corythaix (Wagler, 1827)
- 大王椋鸟 Basilornis galeatus A.B.Meyer, 1894
- 阿波王掠鸟 Basilornis mirandus (Hartert, 1903)